# 543e Grenadierdivisie
De 543e Grenadierdivisie (Duits: 543. Grenadier-Division) was een Duitse infanteriedivisie tijdens de Tweede Wereldoorlog. 

## Geschiedenis
De divisie werd opgericht als zogenaamde Sperrdivisie op 10 juli 1944 op Oefenterrein Münsingen in Wehrkreis V als onderdeel van de 29. Welle, uit de zich daar in oprichting bevindende Infanteriedivisie Münsingen. Op 18 juli 1944 werd de divisie omgedoopt tot 78e Grenadierdivisie.

## Commandanten
| Rang | Naam | Begin        | Eind         |
| ---- | ---- | ------------ | ------------ |
|      | ??   | 10 juli 1944 | 18 juli 1944 |

## Samenstelling
- Grenadier-Regiment 1079
- Grenadier-Regiment 1080
- Grenadier-Regiment 1081
- Artillerie-Regiment 1543
- Divisie-eenheden 1543, deels ook 543